# Aelurillus nenilini
Aelurillus nenilini är en spindelart som beskrevs av Galina N. Azarkina 2002. Aelurillus nenilini ingår i släktet Aelurillus och familjen hoppspindlar. Inga underarter finns listade i Catalogue of Life.